# Dolerophyle tendinaria
Dolerophyle tendinaria là một loài bướm đêm trong họ Geometridae.